# Kostel svatého Jana Křtitele (Janské Lázně)
Kostel svatého Jana Křtitele v Janských Lázních stojí při cestě z náměstí k dětské léčebně Vesna a byl zbudován v 19. století. Od roku 1993 je chráněn jako kulturní památka České republiky.

## Stavební podoba kostela a zařízení
Kostel je novogotická stavba připomínající svým stylem poněkud kostely na anglickém venkově. Skládá se z obdélné lodi, zhruba čtvercového presbytáře s přilehlou sakristií a samostatně přístupnou věží. Takto situace kostela připomíná písmeno „U“.
Loď i presbytář mají novogotické trámové stropy, hlavní oltář nese obraz sv. Jana Křtitele, na epištolní straně (z pohledu od vchodu napravo) je mariánský oltář mající podobu novogotické archy. Jeho protějškem je socha Božského srdce Páně. Po stěnách lodi jsou rozvěšeny obrazy křížové cesty, rovněž novogotické. Kazatelna je šestihran stojící na dřevěném sloupku.
Na kruchtě jsou varhany, rovněž novogotické.

## Kostel v dnešní době
Kostel byl v nedávné době upraven pro bezbariérový přístup, v roce 2005 byl povýšen na farní kostel (dříve byl filiálkou farnosti Svoboda nad Úpou). Bohoslužby jsou v neděli v 9:30 a ve čtvrtek v 16:00.